# Vučevci
Vučevci (njemački:Wolfstal) je naselje u općini Viškovci u Osječko-baranjskoj županiji. 

## Povijest
Do Drugoga svjetskoga rata Vučevci su bili naseljeni većinom Nijemaca koji su iseljeni a u njihove kuće doseljeni Hrvati. Prema popisu stanovništva iz 1910. godine Vučevci su imali 478 stanovnika od čega 406 Nijemaca.

## Stanovništvo
| broj stanovnika | 332   | 375   | 386   | 429   | 449   | 478   | 501   | 519   | 570   | 533   | 593   | 537   | 458   | 368   | 339   | 294   | 221   |
|                 | 1857. | 1869. | 1880. | 1890. | 1900. | 1910. | 1921. | 1931. | 1948. | 1953. | 1961. | 1971. | 1981. | 1991. | 2001. | 2011. | 2021. |